# Mänska, i ditt hjärta står
Mänska, i ditt hjärta står är en kristen psalm. Texten är skriven av Johan Olof Wallin.

## Publicerad i
- 1819 års psalmbok, som nummer 40 under rubriken "Skapelsen och försynen: De förnämsta skapade varelserna: - Människan: Kropps- och själsegenskaper, förnuft, fri vilja, samvete, värde och ändamål".